# Bayerische B IX (Ostbahn)
| Bayerische B IX (Ostbahn)    | Bayerische B IX (Ostbahn)                         | Bayerische B IX (Ostbahn)                          | Bayerische B IX (Ostbahn) |
| ---------------------------- | ------------------------------------------------- | -------------------------------------------------- | ------------------------- |
| Nummerierung:                | 1081 bis 1092 (ex B 79 bis B 90, ex A 1 bis A 12) | 1069 bis 1080 (ex B 67 bis B 78, ex A 13 bis A 24) |                           |
| Anzahl:                      | 12                                                | 12                                                 |                           |
| Hersteller:                  | Keßler, Maffei                                    | Maffei                                             |                           |
| Baujahre:                    | 1857ff.                                           | 1859ff.                                            |                           |
| Ausmusterung:                | 1926                                              | 1903                                               |                           |
| Bauart:                      | 2A n2, umgebaut in 1B n2                          | 1A1 n2, umgebaut in 1B n2                          |                           |
| Spurweite:                   | 1.435 mm                                          | 1.435 mm                                           |                           |
| Länge über Puffer:           | 13.710 mm                                         | 11.850 mm                                          |                           |
| Dienstmasse:                 | 25,9 t                                            | 25,9 t                                             |                           |
| Reibungsmasse:               | 10,5 t                                            | 10,5 t                                             |                           |
| Höchstgeschwindigkeit:       | 90 km/h                                           | 90 km/h                                            |                           |
| Treibraddurchmesser:         | 1.828 mm                                          | 1.828 mm                                           |                           |
| Laufraddurchmesser (vorne):  | 1.220 mm                                          | 1.220 mm                                           |                           |
| Laufraddurchmesser (hinten): |                                                   | 1.220 mm                                           |                           |
| Zylinderanzahl:              | 2                                                 | 2                                                  |                           |
| Zylinderdurchmesser:         | 394 mm                                            | 394 mm                                             |                           |
| Kolbenhub:                   | 610 mm                                            | 610 mm                                             |                           |
| Kesselüberdruck:             | 6 bar                                             | 6 bar                                              | 6 bar                     |
| Rostfläche:                  | 1,13 m²                                           | 1,12 m²                                            |                           |
| Verdampfungsheizfläche:      | 83,20 m²                                          | 80,00 m²                                           |                           |
| Tenderbauart:                | 3 T 7                                             | 3 T 7                                              |                           |
| Wasser:                      | 7,0 m³                                            | 7,0 m³                                             |                           |

In der Baureihe B IX Ostbahn fasste die Königlich Bayerische Staatsbahn Schnellzuglokomotiven der bayrischen Ostbahn zusammen, die 1875 durch deren Verstaatlichung in ihren Bestand gelangt waren. 24 Maschinen hatte die Ostbahn als einfach gekuppelte Lokomotiven A 1 bis A 24 beschafft und später zu Lokomotiven der Achsfolge 1B umgebaut. Weitere neunzehn Loks waren bereits ab Werk als 1B-Loks mit den Nummern B 91 bis B 109 gebaut worden.

## Bauart Crampton
1857/58 beschaffte die Ostbahn bei Maffei die Schnellzugloks A 1 bis A12 der Bauart Crampton mit der Achsfolge 2A (zwei im Hauptrahmen gelagerte Laufachsen und eine hintere Treibachse). Sie hatten einen Außenrahmen mit außenliegenden Triebwerk und Steuerung. Wegen der steigungsreichen Strecken hatten sie mit 1.828 mm den kleinsten Raddurchmesser aller Crampton-Lokomotiven in ganz Deutschland.
Zwischen 1869 und 1871 wurden alle Fahrzeuge in Regensburg umgebaut und bekamen die Achsfolge 1 B. Sie erhielten die Nummern B 79 bis B 90 und später bei der Staatsbahn 1081 bis 1092.

## Bauart Stephenson

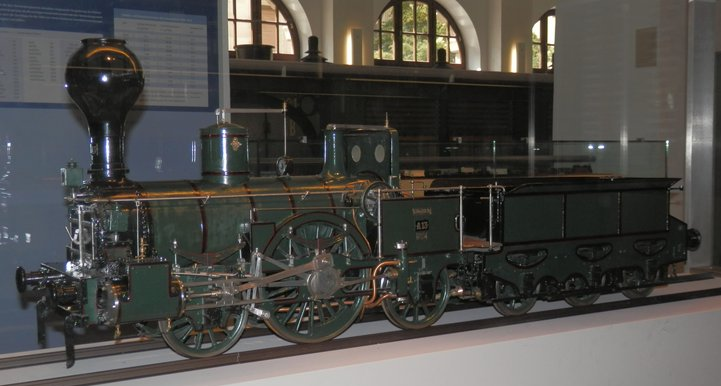
Modell der A 13 im Verkehrsmuseum Nürnberg

Die zweite Serie dieser Loks mit den Nummern A 13 bis A 24 waren in der Bauart Stephenson ausgeführt. In den Maßen des Kessels und des Triebwerks wichen sie nicht sehr von den Maschinen der ersten Serie ab.
Auch diese Fahrzeuge wurden in Regensburg zwischen 1870 und 1871 zu Fahrzeugen mit der Achsformel 1B umgebaut. Zusätzlich wurde der Kesselüberdruck von 6 auf 10 bar erhöht. Ihre neuen Nummern waren B 67 bis B 78 und bei der Staatsbahn 1069 bis 1080.

## Tender
Beide Serien waren mit Schlepptendern der Bauart 3 T 7 ausgestattet.

## Als 1B gelieferte Loks
Weitere 19 Loks waren von der Ostbahn bereits mit der Achsfolge 1B beschafft worden. Es handelte sich um die Serien
- B 91 bis B96 von 1872 mit einem Treibraddurchmesser von 1828 mm, bei der Staatsbahn Nummer 1093 bis 1098 und
- B 97 bis B 109 von 1975 mit 1696 mm-Treibrädern, bei der Staatsbahn Nummer 1099 bis 1111.[2]